# Chris Bedia
Chris Bedia (Abidjan, 5 maart 1996) is een Ivoriaans voetballer die bij voorkeur als aanvaller speelt. Hij tekende in 2022 bij Servette FC.

## Clubcarrière

### Tours FC
Bedia is afkomstig uit de jeugd van Tours FC. Tijdens het seizoen 2013/14 maakte hij drie treffers in twaalf competitieduels. Het seizoen erna debuteerde hij in de hoofdmacht en maakte hij één doelpunt in negen competitieduels. In zijn tweede seizoen maakte de aanvaller vier doelpunten in elf competitieduels.

### Charleroi
In de zomer van 2016 tekende hij bij Sporting Charleroi. Op 30 juli 2016 debuteerde hij in de Jupiler Pro League tegen Waasland-Beveren. Op 24 september 2016 maakte Bedia zijn eerste competitietreffer tegen KV Oostende.
Na twee matige seizoenen (acht doelpunten, alle competities inbegrepen) werd Bedia in het seizoen 2018/19 verhuurd aan Zulte Waregem. Daar kwam hij in zeventien officiële wedstrijden (zestien in de competitie, één in de Beker van België) niet één keer tot scoren. Het seizoen daarop werd hij opnieuw verhuurd, ditmaal aan de Franse tweedeklasser Troyes AC. Gedurende het seizoen 2020/21 werd Bedia uitgeleend aan het Franse FC Sochaux, na deze uitleenbeurt mocht hij opnieuw aansluiten bij Charleroi.

## Statistieken
| Seizoen | Club               | Land        | Competitie         | Duels | Doelp. |
| ------- | ------------------ | ----------- | ------------------ | ----- | ------ |
| 2014/15 | Tours FC           | Frankrijk   | Ligue 2            | 9     | 1      |
| 2015/16 | Tours FC           | Frankrijk   | Ligue 2            | 11    | 4      |
| 2016/17 | RSC Charleroi      | België      | Jupiler Pro League | 35    | 5      |
| 2017/18 | RSC Charleroi      | België      | Jupiler Pro League | 31    | 1      |
| 2018/19 | RSC Charleroi      | België      | Jupiler Pro League | 2     | 0      |
| 2018/19 | → SV Zulte Waregem | België      | Jupiler Pro League | 16    | 0      |
| 2019/20 | RSC Charleroi      | België      | Jupiler Pro League | 3     | 0      |
| 2019/20 | → Troyes AC        | Frankrijk   | Ligue 2            | 22    | 3      |
| 2020/21 | → FC Sochaux       | Frankrijk   | Ligue 2            | 35    | 9      |
| 2021/22 | RSC Charleroi      | België      | Jupiler Pro League | 9     | 1      |
| 2021/22 | Servette FC        | Zwitserland | Super League       | 14    | 3      |
| 2022/23 | Servette FC        | Zwitserland | Super League       | 23    | 12     |
| 2023/24 | Servette FC        | Zwitserland | Super League       | 10    | 5      |
| Totaal  | Totaal             | Totaal      | Totaal             | 220   | 44     |

Bijgewerkt op 12 oktober 2023.